# Handley Page Hare
L'Handley Page HP.34 Hare fu un aereo militare biplano monomotore realizzato dall'azienda aeronautica britannica Handley Page nei tardi anni venti rimasto allo stadio di prototipo.
Progettato per soddisfare una specifica dell'Air Ministry britannico, non riuscì a superare il confronto con i concorrenti; fu prodotto in un unico esemplare che rimase tuttavia in servizio fino ai primi anni trenta.

## Storia del progetto
Nel 1925 l'Air Ministry, il ministero che a quel tempo era responsabile dell'intera aviazione del Regno Unito, emise una specifica, indicata come 23/25 relativa a un velivolo biposto multiruolo in grado di compiere missioni di bombardamento diurno, di ricognizione aerea e di pattugliamento delle coste armato di bombe da caduta e/o siluro. Al concorso risposero la Blackburn Aeroplane and Motor Co. Ltd, con il suo Blackburn B.T.1 Beagle, la Gloster Aircraft Company che presentò il Gloster Goring, la Hawker Siddeley con l'Hawker Harrier, la Handley Page, con l'HP.34 Hare e la Westland Aircraft con il Westland Witch. In seguito, data una nuova esigenza dettata dalla specifica 24/25 che possedeva caratteristiche molto simili, l'Air Ministry annunciò che i modelli proposti sarebbero stati valutati in un singolo concorso.
L'ufficio tecnico della Handley Page disegnò un progetto relativo a un velivolo realizzato in tecnica mista, monomotore, con il propulsore integrato nel lungo naso ogivale dal quale spuntavano solo i pacchi lamellari dei cilindri, dalla caratteristica velatura sesquiplana, con piano alare superiore dalla maggiore apertura dell'inferiore, e a scalamento positivo, dalla fusoliera con abitacoli separati e in tandem e con un carrello d'atterraggio a gambe di forza separate per permettere l'installazione del carico bellico, fosse una bomba o un siluro, sotto la fusoliera.
Valutato il progetto, l'Air Ministry sottoscrisse un contratto per la fornitura di un solo prototipo da destinare a prove di valutazione. Nella costruzione del velivolo vennero introdotte alcune modifiche in corso d'opera. Nelle intenzioni dell'azienda la propulsione doveva essere affidata ad una versione evoluta del motore Bristol Jupiter, un motore radiale 9 cilindri raffreddato ad aria, tuttavia l'indisponibilità del propulsore fece ripiegare sull'installazione di un Gnome-Rhône 9A Jupiter, versione costruita in Francia su licenza.
Il prototipo, immatricolato "J8622", venne portato in volo per la prima volta il 24 febbraio 1928, ai comandi del pilota collaudatore dell'azienda. Le prove che si susseguirono fecero emergere problemi relativi alla scarsa maneggevolezza e alla trasmissione di vibrazioni in volo, tali da dover intervenire sulla struttura del velivolo, allungando la fusoliera di 61 cm (2 ft) e ridisegnando l'impennaggio. Venne inoltre deciso di modificare il prototipo per poter rispondere anche alla sopravvenuta specifica 24/25, con cui si invitava a fornire un modello in grado di sostituire l'Hawker Horsley nel ruolo di bombardiere d'alta quota nei reparti della Royal Air Force (RAF). Al concorso risposero oltre che la Blackburn con il Beagle, anche la Vickers-Armstrongs che alla fine sarebbe stata scelta come vincitrice grazie alle prestazioni del suo Vickers Vildebeest.

## Impiego operativo
Le prove ufficiali si svolsero presso la RAF Martlesham Heath, nel luglio 1929, dove l'Hare si dovette confrontare con il Blackburn Beagle, il Gloster Goring, l'Hawker Harrier e il Westland Witch. I test iniziali non diedero esiti favorevoli, I test iniziali non diedero esiti favorevoli, dato che nessuno dei modelli fu in grado di raggiungere le prestazioni richieste; tuttavia avendo ricevuto favorevoli rapporti sulla sua maneggevolezza, fu deciso che il Beagle, assieme al Vildebeest e all'Hare, fosse valutato in ulteriori prove. Nel tentativo di migliorarne le prestazioni generali venne riportato in azienda dove fu equipaggiato con un nuovo motore, un Armstrong Siddeley Panther 14 cilindri a doppia stella in quel tempo ancora in fase di sviluppo, quindi re-inviato a Martlesham, Suffolk, Inghilterra. A quella data però il Vildebeest, ritenuto idoneo al servizio nel ruolo di aerosilurante, era già stato accettato per equipaggiare i reparti della RAF.
L'unico Hare costruito venne comunque acquistato rimanendo in servizio operativo fino al 1932, anno in cui venne ceduto sul mercato dell'aviazione civile da diporto. Reimmatricolato con marche civili G-ACEL venne acquistato da J.N. Addinsell con l'intenzione di impiegarlo per un volo su lunga distanza, quindi nel 1933 condotto dalla base al London Air Park per essere ridipinto con una nuova livrea civile, tuttavia non venne più utilizzato, rimanendo in rimessaggio fino al suo disassemblamento avvenuto nel 1937.

## Utilizzatori
Regno Unito
- Royal Air Force